# Urbanhistoria
Urbanhistoria eller stadshistoria är studiet av städers historia och urbanisering.